# Jean Béliveau (wandelaar)

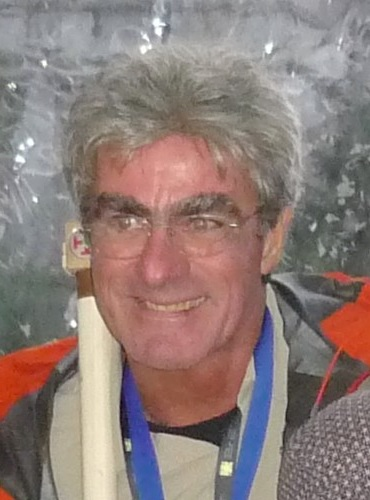
Jean Béliveau - Montreal, 2011

Jean Béliveau (1955) is een Canadese wereldwandelaar. Hij behoort tot de Franstalige gemeenschap van dat land.
Voordat hij met zijn enorme wandeltocht begon had hij een baan als verkoper van neonlichtreclames. Toen hij ongeveer 45 jaar oud was, in het jaar 2000, kwam hij in een midlifecrisis. Hij gooide het roer in zijn leven daarop radicaal om en besloot een wandeltocht te ondernemen waarbij hij alle werelddelen zou aandoen. Na eerst enige tijd stilletjes voorbereidingen te hebben getroffen, vertelde hij zijn vrouw en kinderen van zijn te ondernemen tocht die hier zeer positief op reageerden.
Béliveau wilde met zijn wereldwandeltocht ook een ideëel doel dienen. Hij gaf zijn wandeltocht daarom het thema 'vrede voor kinderen' mee en verbond zich aan Unicef, de organisatie van de Verenigde Naties die zich wereldwijd inzet voor kinderen.
Op 18 augustus 2000, om negen uur in de ochtend, vertrok hij vanuit zijn woonplaats Montreal. Hij doorkruiste Noord-Amerika, vervolgens Zuid-Amerika en daarna Afrika. In het voorjaar van 2006 bereikte hij Zuid-Europa. Begin september 2006 liep hij door België, later dat jaar wandelde hij door Nederland. Via diverse andere landen in Europa, het Midden-Oosten en andere delen van Azië deed hij ten slotte Oceanië aan.
In eerste instantie had hij gedacht er tien jaar over te doen, maar dat werden er uiteindelijk elf. Op 17 oktober 2011 bereikte hij na 75.000 km zijn woonplaats Montreal.
Jean Béliveau sleepte op zijn looptocht een klein driewielig karretje mee waarin allerlei benodigdheden voor onderweg zaten. Weliswaar had hij een spaarrekening en kreeg hij bovendien zo nu en dan geld van zijn achtergebleven familie; voor het overgrote deel hingen zijn levensonderhoud en overnachtingen echter af van de bereidwilligheid van personen die hij op zijn tocht ontmoette. Regelmatig moest hij insecten eten om in leven te blijven.
Voor zijn wandelprestaties, evenals voor het humanitaire aspect ervan, heeft hij een eremedaille ontvangen.